# Ron (Sänger)

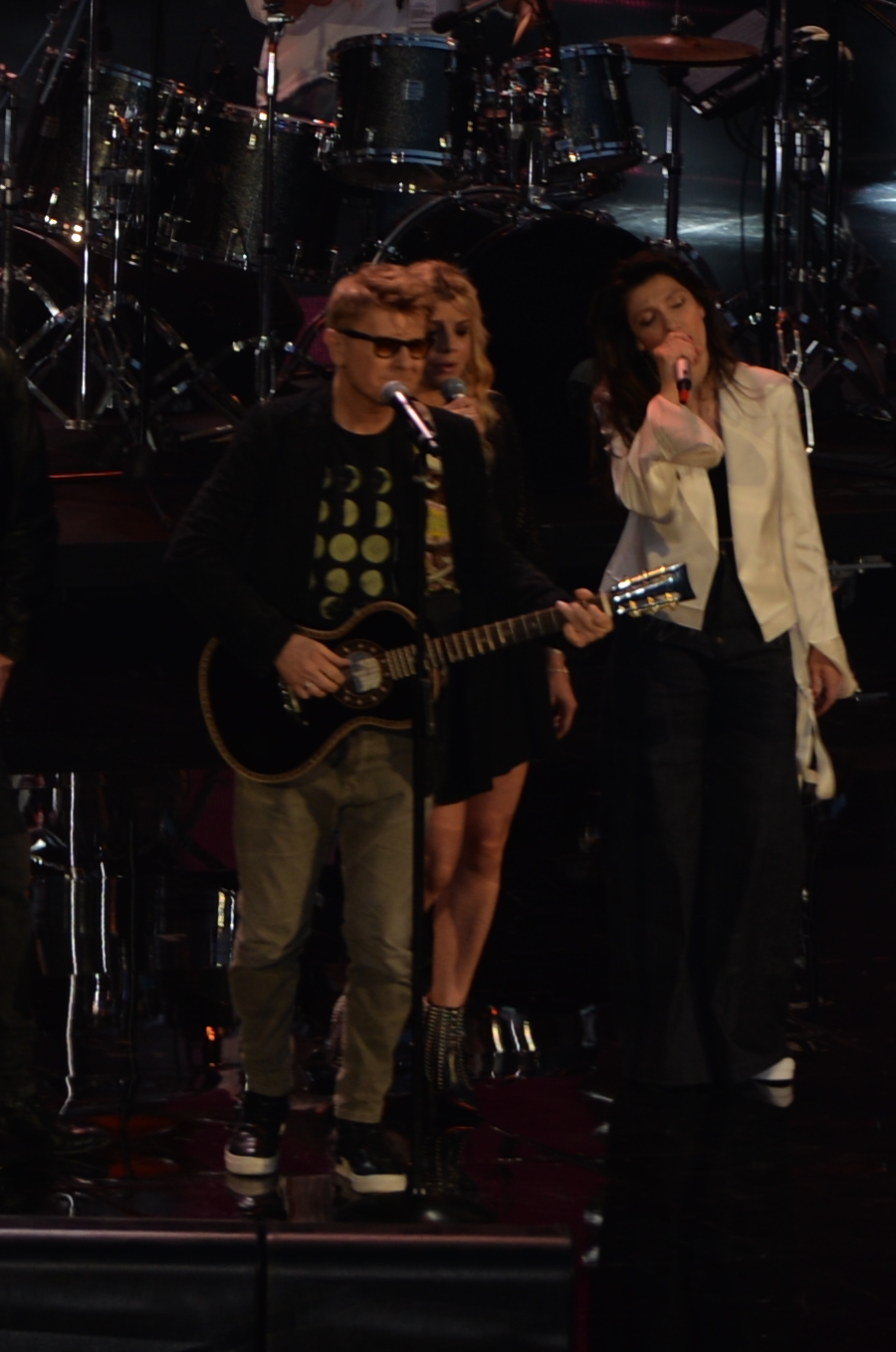
Ron bei den Wind Music Awards 2016

Ron (* 13. August 1953 in Dorno, Provinz Pavia), bürgerlich Rosalino Cellamare, ist ein italienischer Cantautore. Er debütierte beim Sanremo-Festival 1970 und nahm im Lauf seiner Karriere weitere sieben Mal teil, wobei er den Wettbewerb 1996 auch gewann.

## Karriere
Als Kind nahm Cellamare Gesangsunterricht. Schon mit 16 Jahren nahm er an der Seite von Nada mit dem Lied Pa’ diglielo a ma’ am Sanremo-Festival 1970 teil, 1971 erhielt er größere Aufmerksamkeit über den Wettbewerb Un disco per l’estate, wo er das Lied Il gigante e la bambina präsentierte, das Kindesmisshandlung behandelte. Als Songwriter war er am Lied Piazza Grande beteiligt, mit dem Lucio Dalla 1972 in Sanremo antrat. In diesem Jahr debütierte Ron beim Label RCA mit dem Album Il bosco degli amanti; diesem folgten Dal nostro livello (1973) und Esperienze (1975). Danach trat er in einigen Filmen in Erscheinung, bis er 1979 mit Francesco De Gregori und Lucio Dalla für deren gemeinsame Banana-Republic-Tournee zusammenarbeitete (als Arrangeur, Gitarrist, Pianist und gelegentlich Sänger).
1980 erschien Rons viertes Album Una città per cantare, das erstmals die Chart erreichte. Der Titelsong war ein Cover des Liedes The Road von Danny O’Keefe. Außerdem arbeitete Ron mit Ivan Graziani und Goran Kuzminac für das Minialbum Qconcert zusammen. Es folgten Al centro della musica (1981), dessen Titelsong Rons erster Hit in den Singlecharts war, und Guarda chi si vede (1982); letzterem war eine ausgedehnte Amerikareise vorausgegangen. Mit Tutti cuori viaggianti legte er 1983 erstmals ein Livealbum vor; darauf enthalten war unter anderem auch Occhi di ragazza, ein Duett mit Originalinterpret Gianni Morandi. Noch im selben Jahr erschien auch das Album Calypso, gefolgt 1984 von der Kompilation I grandi successi di Ron. Die Single Joe Temerario erreichte die Charts, wurde Titelmelodie der Fernsehsendung Domenica In und 1986 Teil des Soundtracks des Films Speriamo che sia femmina von Mario Monicelli.

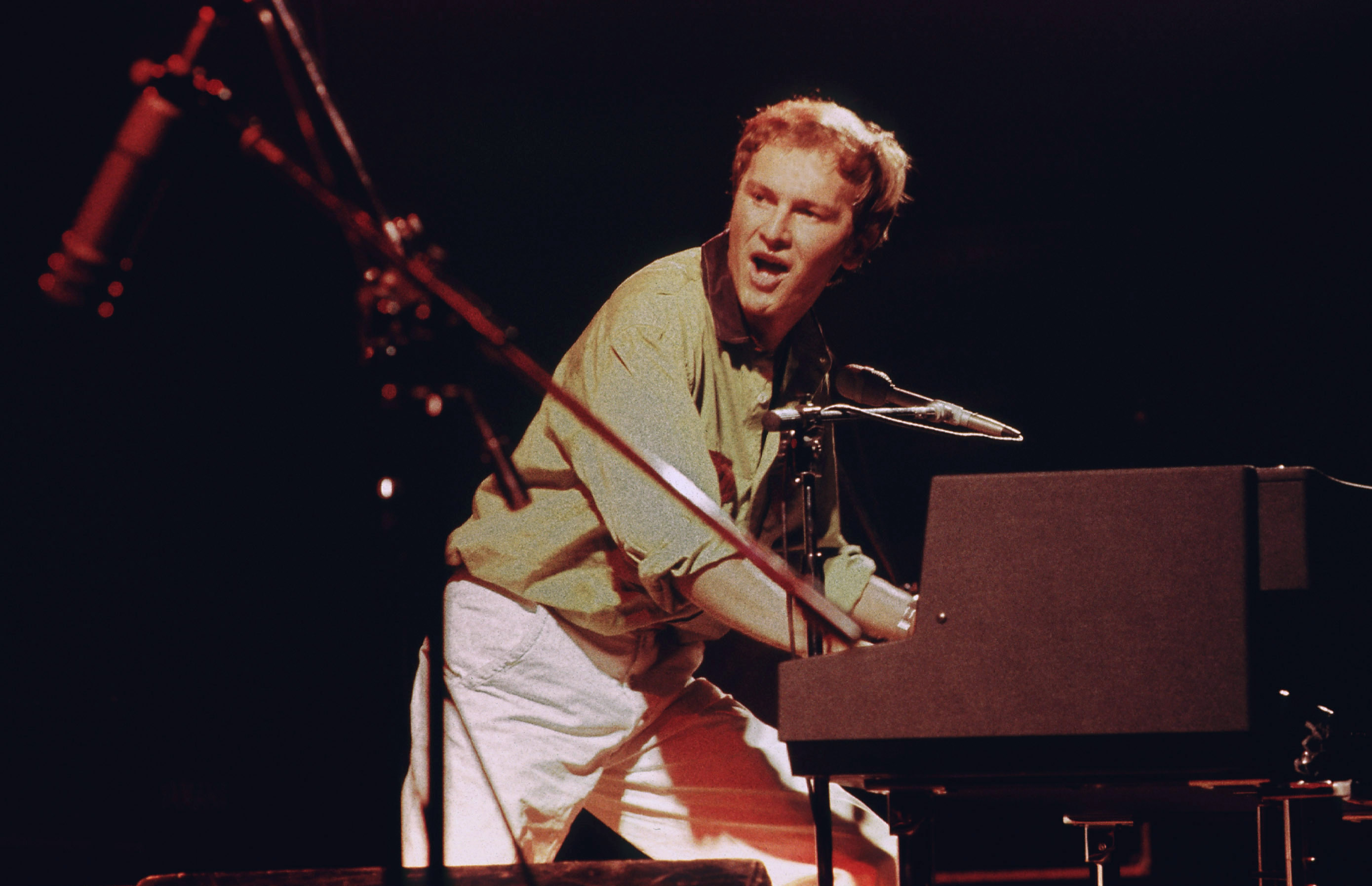
Ron 1990

Nach zwei weiteren Alben, Ron (1985) und È l’Italia che va (1986), und einer erfolglosen Sanremo-Teilnahme 1988 mit Il mondo avrà una grande anima (gefolgt von einem gleichnamigen Livealbum) wechselte Ron Plattenfirma. Bei WEA veröffentlichte er 1990 Apri le braccia e poi vola. Im selben Jahr schrieb er für Lucio Dalla das erfolgreiche Lied Attenti al lupo. Weitere Alben waren Le foglie e il vento (1992) und Angelo (1994). 1995 eröffnete der Musiker sein eigenes Tonstudio, Angelo Studio, in dem etwa Miguel Bosé, Anna Oxa, Mango, Gianluca Grignani oder Dirotta su Cuba Aufnahmen machten. Beim Sanremo-Festival 1996 ging Ron zusammen mit der Sängerin Tosca und dem Lied Vorrei incontrarti fra cent’anni ins Rennen; der Beitrag konnte den Wettbewerb gewinnen. Die gleichnamige Kompilation, die Ron im Anschluss an den Sieg veröffentlichte, konnte Platz zwei der Charts erreichen.
Mit Natale tutto l’anno beteiligte sich Ron 1996 auch am traditionellen Weihnachtskonzert im Vatikan, 1997 erschien sein nächstes Album Stelle. Die Rückkehr nach Sanremo 1998 mit Un porto nel vento brachte ihm einen achten Platz ein. Nach erneutem Labelwechsel zu CGD erschien Adesso. Zu Rons 30-jährigem Karrierejubiläum wurde auf Rai 2 das Special Una città per cantare ausgestrahlt, an dem Musikerkollegen wie Gianni Morandi, Tosca, Lucio Dalla, Jackson Browne, Biagio Antonacci und Ornella Muti beteiligt waren. Daraus ging die Kompilation 70-00 hervor. 2001 erschien Cuori di vetro, 2004 Le voci del mondo; das Benefizalbum Ma quando dici amore (2006) war der ALS-Forschung gewidmet und enthielt Duette mit Jovanotti, Raf, Elisa, Loredana Bertè und Renato Zero sowie den Sanremo-Beitrag 2006 L’uomo delle stelle.
Im Jahr 2007 veröffentlichte Ron die Single L’amore è una bombola di gas und nach einer ausgedehnten Tournee das Livealbum Ron in concerto. Nach dem Album Quando sarò capace d’amare (2008) beteiligte er sich 2011 als Juror an der Rai-Castingshow Star Academy (Ableger von Operación Triunfo), die jedoch nach nur drei Episoden aufgrund schwacher Einschaltquoten und interner Unstimmigkeiten abgesetzt wurde. Mit Way Out legte er 2013 ein Coveralbum vor, auf dem er englischsprachige Originale mit italienischen Texten sang. Beim Sanremo-Festival 2014 erreichte Ron mit Sing in the Rain den letzten Platz, im Anschluss erschien das Album Un abbraccio unico. 2016 veröffentlichte er mit La forza di dire sì ein weiteres Benefizalbum für die SLA-Forschung, unter anderem mit Beiträgen von Jovanotti und Francesco De Gregori. Bei seiner siebten Sanremo-Teilnahme 2017 schied Ron mit L’ottava meraviglia schon im Halbfinale aus.
Beim Sanremo-Festival 2018 präsentierte Ron das Lied Almeno pensami von Lucio Dalla und konnte den vierten Platz erreichen. Außerdem wurde er mit dem Kritikerpreis ausgezeichnet. Im Anschluss veröffentlichte er das Dalla gewidmete Album Lucio!.

## Diskografie

### Alben
- Il bosco degli amanti (1973; IT)
- Dal nostro livello (1973; RCA)
- Esperienze (1975; RCA)

| Jahr | Titel                      | Höchstplatzierung, Gesamtwochen, AuszeichnungChartsChartplatzierungen (Jahr, Titel, Platzierungen, Wochen, Auszeichnungen, Anmerkungen) | Anmerkungen                     |
| Jahr | Titel                      | IT | Anmerkungen                     |
| ---- | -------------------------- | --- | ------------------------------- |
| 1980 | Una città per cantare      | IT13 (14 Wo.)IT | Spaghetti                       |
| 1981 | Al centro della musica     | IT11 (24 Wo.)IT | Spaghetti                       |
| 1982 | Guarda chi si vede         | IT7 (22 Wo.)IT | Spaghetti                       |
| 1983 | Tutti cuori viaggianti     | IT12 (12 Wo.)IT | RCA; Livealbum                  |
| 1983 | Calypso                    | IT15 (14 Wo.)IT | RCA                             |
| 1985 | Ron                        | IT10 (10 Wo.)IT | RCA                             |
| 1987 | È l’Italia che va          | IT23 (2 Wo.)IT | RCA                             |
| 1990 | Apri le braccia e poi vola | IT14 (10 Wo.)IT | WEA                             |
| 1992 | Le foglie e il vento       | IT12 (17 Wo.)IT | WEA                             |
| 1994 | Angelo                     | IT16 (5 Wo.)IT | WEA                             |
| 1997 | Stelle                     | IT13 (7 Wo.)IT | WEA                             |
| 1999 | Adesso                     | IT38 (1 Wo.)IT | CGD                             |
| 2001 | Cuori di vetro             | IT24 (18 Wo.)IT | Le Foglie e il Vento            |
| 2004 | Le voci del mondo          | IT47 (2 Wo.)IT | Le Foglie e il Vento            |
| 2006 | Ma quando dici amore       | IT16 (14 Wo.)IT | F&P                             |
| 2007 | Ron in concerto            | IT38 (4 Wo.)IT | Le Foglie e il Vento; Livealbum |
| 2008 | Quando sarò capace d’amare | IT32 (4 Wo.)IT | Le Foglie e il Vento            |
| 2013 | Way Out                    | IT51 (2 Wo.)IT | Le Foglie e il Vento            |
| 2014 | Un abbraccio unico         | IT37 (2 Wo.)IT | Le Foglie e il Vento            |
| 2016 | La forza di dire sì        | IT3 (21 Wo.)IT | Universal                       |
| 2018 | Lucio!                     | IT8 (6 Wo.)IT | Sony                            |

- Il mondo avrà una grande anima (1988; RCA)

### Kompilationen (Auswahl)
| Jahr | Titel                            | Höchstplatzierung, Gesamtwochen, AuszeichnungChartsChartplatzierungen (Jahr, Titel, Platzierungen, Wochen, Auszeichnungen, Anmerkungen) | Anmerkungen   |
| Jahr | Titel                            | IT | Anmerkungen   |
| ---- | -------------------------------- | --- | ------------- |
| 1984 | I grandi successi di Ron         | IT17 (4 Wo.)IT | Sigla Quattro |
| 1996 | Vorrei incontrarti fra cent’anni | IT2 (26 Wo.)IT | WEA           |
| 2000 | 70-00                            | IT17 (4 Wo.)IT | CGD           |

### Singles (Auswahl)
| Jahr | Titel Album                              | Höchstplatzierung, Gesamtwochen, AuszeichnungChartsChartplatzierungen (Jahr, Titel, Album, Platzierungen, Wochen, Auszeichnungen, Anmerkungen) | Anmerkungen |
| Jahr | Titel Album                              | IT | Anmerkungen |
| ---- | ---------------------------------------- | --- | ----------- |
| 1981 | Al centro della musica                   | IT11 (20 Wo.)IT |             |
| 1984 | Joe Temerario I grandi successi di Ron   | IT16 (6 Wo.)IT |             |
| 1996 | Vorrei incontrarti fra cent’anni         | IT18 (2 Wo.)IT |             |
| 2006 | L’uomo delle stelle Ma quando dici amore | IT19 (8 Wo.)IT |             |
| 2018 | Almeno pensami Lucio!                    | IT41 (1 Wo.)IT |             |

## Filmografie
- 1975: Lezioni private – Regie: Vittorio De Sisti
- 1976: Agnes geht in den Tod (L’Agnese va a morire) – Regie: Giuliano Montaldo
- 1977: In nome del Papa Re – Regie: Luigi Magni
- 1978: La riva di Charleston (Fernsehserie)
- 1979: Simon Templar – Ein Gentleman mit Heiligenschein (Return of the Saint) (Fernsehserie, Episode Appointment in Florence)
- 1979: Il était un musicien (Fernsehserie, Episode Monsieur Mascagni)
- 1979: Turi e i Paladini – Regie: Angelo D’Alessandro

## Bibliografie
- Ron: Chissà se lo sai. Tutta una vita per cercare me. Piemme, 2015, ISBN 978-88-566-4354-1.

## Belege
1. 1 2  Chartquellen (Alben):
  - M&D-Chartarchiv. Musica e dischi, archiviert vom Original (nicht mehr online verfügbar) am 24. Juli 2017; abgerufen am 20. März 2017 (italienisch, kostenpflichtiger Abonnement-Zugang).  Info: Der Archivlink wurde automatisch eingesetzt und noch nicht geprüft. Bitte prüfe Original- und Archivlink gemäß Anleitung und entferne dann diesen Hinweis.
  - Guido Racca & Chartitalia: Top 100 FIMI Album. Lulu, 2013, S. 162.
  - Alben von Ron. In: Italiancharts.com. Hung Medien, abgerufen am 20. März 2017.
2. ↑  Chartquellen (Singles):
  - M&D-Chartarchiv. Musica e dischi, archiviert vom Original (nicht mehr online verfügbar) am 24. Juli 2017; abgerufen am 20. März 2017 (italienisch, kostenpflichtiger Abonnement-Zugang).  Info: Der Archivlink wurde automatisch eingesetzt und noch nicht geprüft. Bitte prüfe Original- und Archivlink gemäß Anleitung und entferne dann diesen Hinweis.
  - Guido Racca & Chartitalia: Top 100 FIMI Singoli. Lulu, 2013, S. 140.
  - Archivio classifiche Top Digital. FIMI, abgerufen am 20. März 2017 (italienisch).

| Personendaten    | Personendaten                         |
| ---------------- | ------------------------------------- |
| NAME             | Ron                                   |
| ALTERNATIVNAMEN  | Cellamare, Rosalino (wirklicher Name) |
| KURZBESCHREIBUNG | italienischer Cantautore              |
| GEBURTSDATUM     | 13. August 1953                       |
| GEBURTSORT       | Dorno, Provinz Pavia                  |